# Valdemar Ammundsen

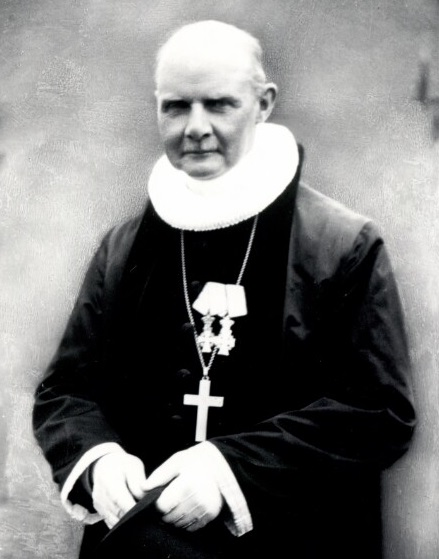
Valdemar Ammundsen als Bischof

Ove Valdemar Ammundsen (* 19. August 1875 in Nørre Felding (heute Holstebro Kommune, Jütland); † 1. Dezember 1936 in Haderslev) war ein dänischer lutherischer Theologe und der erste Bischof des Bistums Haderslev. Er ist auch bekannt als einer der Pioniere der ökumenischen Bewegung.

## Laufbahn
Valdemar Ammundsen wuchs nach dem frühen Tod des Vaters in Kopenhagen auf und besuchte dort die Vestre Borgerdydskole. Sein Studium an der Universität Kopenhagen begann er 1893 und schloss es 1899 mit dem Kandidatenexamen ab, nachdem er schon 1897 einen Universitätspreis für eine Untersuchung zum 2. Brief des Petrus gewonnen hatte. Während einer Studienreise nach Deutschland wurde er 1901 aufgefordert, sich um eine Professur für Kirchengeschichte in Kopenhagen zu bewerben, die er schließlich erhielt. Als 1922 das Bistum Haderslev gegründet wurde (für die Gebiete in Nordschleswig, die nach der Volksabstimmung 1920 zu Dänemark gekommen waren), wurde Ammundsen zum ersten Bischof ernannt. Hier war er besonders bemüht, in den Spannungen zwischen Deutschen und Dänen zu vermitteln.

## Soziale und ökumenische Arbeit
Ammundsen war zeit seines Lebens in verschiedenen Organisationen tätig. Erste ökumenische Erfahrungen sammelte er im Christlichen Studenten-Weltbund, wo er unter anderem John Raleigh Mott kennenlernte und von 1915 bis 1918 als Vorsitzender amtierte. Er nahm an der Weltmissionskonferenz 1910 in Edinburgh und an der Gründungsversammlung des Weltbundes für Freundschaftsarbeit der Kirchen 1914 in Konstanz teil. Bei der Tagung des Weltbundes in Oud Wassenaar bei Den Haag unterstützte er Nathan Söderbloms Vorschlag einer großen Weltkonferenz, in der die Kirchen gemeinsam ihre Stellung zu den sozialen Fragen bestimmen sollten. Als diese 1925 als „Stockholmer Weltkirchenkonferenz“ verwirklicht wurde, nahm Ammundsen als Delegierter seiner Kirche teil und wurde in den Ökumenischen Rat für Praktisches Christentum gewählt. 1931 sorgte er dafür, dass Dietrich Bonhoeffer zum Jugendsekretär des Weltbundes für Freundschaftsarbeit gewählt wurde. Bei der Tagung des Exekutivausschusses des Weltbundes im September 1933 in Sofia und bei der gemeinsamen Tagung von Weltbund und Rat für Praktisches Christentum im August 1934 in Fanø setzte er sich erfolgreich für eine klare Parteinahme beider Organisationen für die Bekennende Kirche und gegen die von der NSDAP kontrollierte Reichskirche ein. 1934 übernahm er den Vorsitz im europäischen Ausschuss des Ökumenischen Rates, im nächsten Jahr auch die Präsidentschaft im Weltbund für Freundschaftsarbeit der Kirchen.
Ammundsen gehörte ferner 1913 zu den Mitgründern des Kristeligt-socialt Forbund, einer dem religiösen Sozialismus britischer Prägung (Henry Scott Holland) nahestehenden Vereinigung in Dänemark.

## Theologie
Als Ammundsen 1901 Professor für Kirchengeschichte wurde, war die kirchliche Situation im Wesentlichen durch eine Konfrontation zwischen vier Flügeln geprägt: die zwei Erweckungsströmungen Indre Mission und Grundtvigianismus, die Fakultätstheologen und Vertreter der neuen Strömung, die vor allem aus Deutschland kam, der liberalen Theologie, die beeinflusst war von den historisch-kritischen Prinzipien, die damals Eingang in die Geschichtswissenschaft fanden. Im letzten Teil des 19. Jahrhunderts waren Empirismus und Positivismus erfolgreich, und 1900 hatte Edvard Lehmann Adolf von Harnacks Das Wesen des Christentums übersetzt. 1903 gab Eduard Geismar Kristendom og Udvikling heraus, die bis dahin detaillierteste religiöse Antwort auf den Darwinismus in Dänemark, worin Geismar die christlichen Glaubensaussagen in Hinsicht auf die Evolution neu interpretierte.
Theologisch orientierte sich Ammundsen an der liberalen Theologie, die um die Jahrhundertwende mit dem Motto „freie Forschung und positives Christentum“ auch in Dänemark Eingang fand; eine führende Gestalt war Frederik Christian Krarup. In den 1880er Jahren hatte Frants Buhl die historisch-kritische Methode in die alttestamentliche Forschung eingeführt.
In den 1920er Jahren kritisierte die Bewegung Tidehverv die liberale Theologie und die dominierende „Erlebnisreligiosität“.
Jens Holger Schjørring charakterisierte Ammundsens Theologie als: „som en pietisme med kristelig-sociale fortegn, eller måske rettere som samfundsengagement i pietisk iklædning“ (deutsch: „Pietismus mit christlich-sozialem Vorzeichen, oder vielleicht richtiger als Gesellschaftsengagement in pietistischer Verkleidung.“)

## Familie
Ammundsen war ein Sohn des Pfarrers Peter Ammundsen (1836–1889) und seiner Frau Frederikke Augusta Sørensen (1840–1920). Sein älterer Bruder John Ammundsen (1872–1959) war auch Theologe und amtierte von 1923 bis 1942 als Bischof des Bistums Lolland-Falster. Seit 1903 war Ammundsen mit Charlotte Balslev (1877–1961) verheiratet. Zu seinen Kindern gehören die Ärztin und Widerstandskämpferin Esther Ammundsen (1906–1992) und der Direktor Johannes Ammundsen (1913–1982).

## Ehrungen
Ammundsen wurde 1913 zum Ritter des Dannebrogordens ernannt, erhielt 1923 das Dannebrog-Kreuz in Silber und 1932 das Kommandeurskreuz 2. Klasse.
1917 zeichnete die Universität Oslo ihn mit der Ehrendoktorwürde aus.

## Veröffentlichungen (Auswahl)
- Novatianus og Novatianismen. Gad, København 1901.
- Menigheden og Teologien. Gad, København 1906.
- Den unge Luther. V. Pios, København 1907.
- Til Opbyggelse. Taler og Afhandlinger. København 1912.
- Søren Kierkegaards Ungdom. Gad, København 1912.
- Krig och krigsførende Kristne. Strejflys fra Tyskland, Frankrig, England. Gad, København 1916.
- Den kristne Kirke i det nittende Aarhundrede. Gyldendahl, København 1925.
- Social Kristendom. Fremstilling (og Vurdering) af W. Rauschenbuschs Kristendomssyn. Nyt Nordisk Forlag, København 1931.
- Einleitung. In: Edvard Lehmann: Grundtvig. Mohr, Tübingen 1932.